# Sucidava

Ehemalige Siedlung Sucidava

Plan des spätantiken Kastells

Sucidava ist der ehemalige Hauptort des dakischen Volksstammes der Suci. Er befindet sich auf dem heutigen Stadtgebiet von Corabia, Kreis Olt in Rumänien. Im 2. und 3. Jahrhundert n. Chr. gab es hier eine römische Siedlung. Südöstlich davon befand sich ein spätantikes Kastell. Heute noch zu sehen sind die Verteidigungsmauern dieser Garnison aus dem 4. bis 5. Jahrhundert. Gefunden wurden auch römische Bäder (thermae), eine christliche Basilika aus dem 5. bis 6. Jahrhundert und Straßen.
Bemerkenswert ist der „geheime Brunnen“ des Kastells, eine Ingenieurmeisterleistung seiner Zeit, die die Wasserversorgung auch während einer Belagerung sicherstellen sollte.
Hier wurde während der Regierungszeit des römischen Kaisers Konstantin der Große auch eine Brücke über die Donau gebaut; die Einweihung fand 328 n. Chr. statt. Die Brücke hatte eine Länge von über 2400 Metern und war damit eine der längsten Brücken der Antike. Sie wurde von Aurelius Victor nach der Mitte des 4. Jahrhunderts erwähnt. Man vermutet, behauptet, dass sie vollkommen in Stein errichtet wurde. Dies wurde auch von den byzantinischen Chronisten Theophanes und Georgios Kedrenos bestätigt. Die Brücke wurde auch auf einem in Konstantinopel geprägten Goldmedaillon dargestellt. Sie bestand nur kurze Zeit. Ein Pfeiler (Fuß) ist noch heute zu sehen.

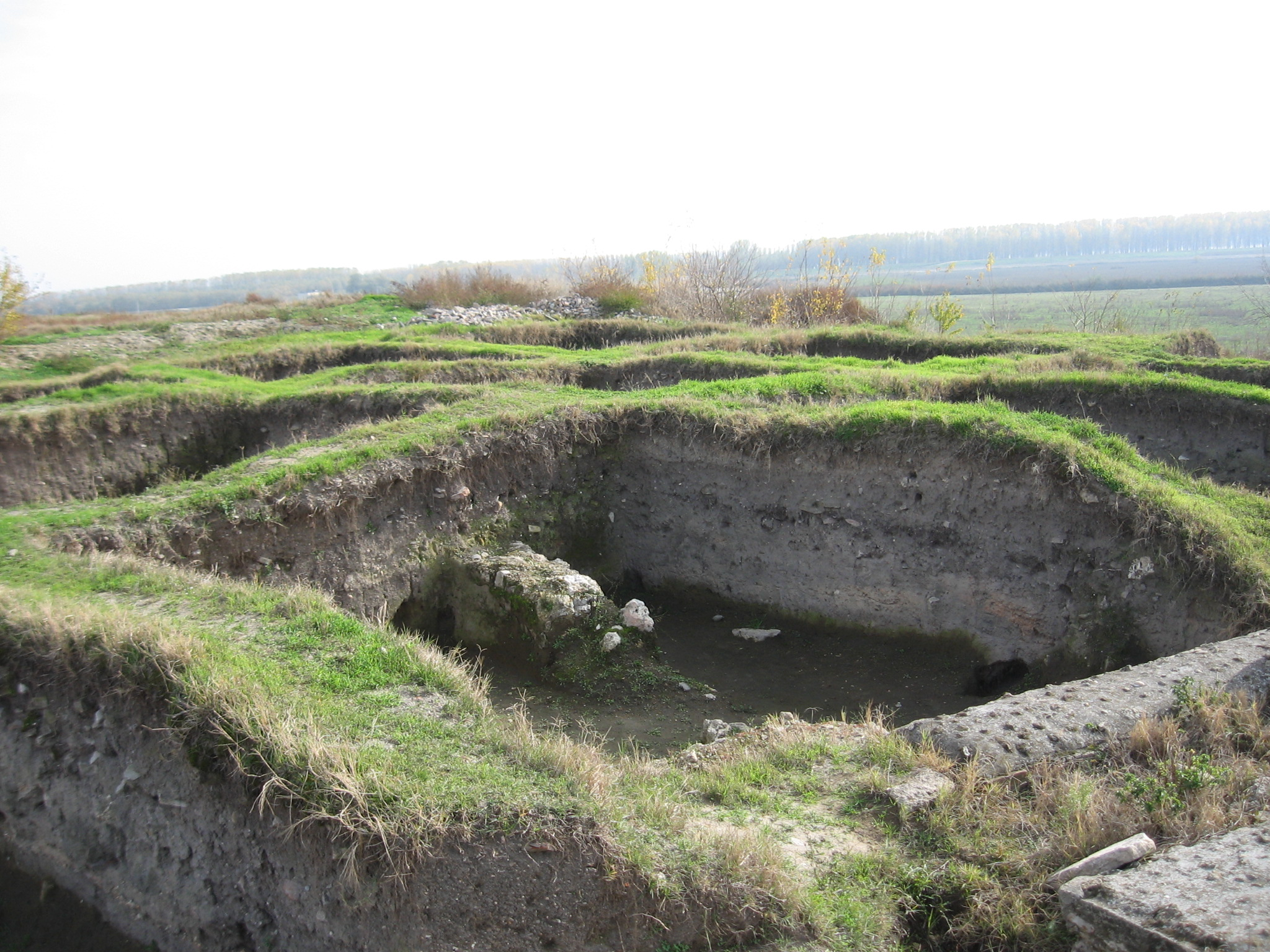
Ausgrabungsfelder mit Mauerrest
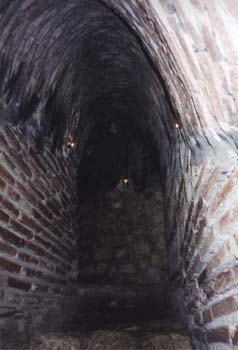
Geheimer Brunnen

Zu den bemerkenswerten Funden Sucidavas gehört eine größere Zahl von Bleiplomben, die zur Versiegelung von Waren oder Schriftstücken dienten (siehe auch Versiegelung antiker Schriftstücke) und von denen 142 publiziert sind.
Gemeinsam mit insgesamt 277 Stätten des Dakischen Limes wurde Sucidava 2024 zum UNESCO-Weltkulturerbe erhoben.